# Anisothecium cardotii
Anisothecium cardotii là một loài Rêu trong họ Dicranaceae. Loài này được (R. Br. bis) Ochyra mô tả khoa học đầu tiên năm 1998.